# Shan Foster
Shan Donte Foster (Laurel, Misisipi, 20 de agosto de 1986) es un exjugador de baloncesto estadounidense. Con 1,98 metros de estatura, jugó en la posición de escolta.

## Trayectoria deportiva

### Universidad
Jugó durante cuatro temporadas con los Commodores de la Universidad Vanderbilt, en las que promedió 15,2 puntos y 3,9 rebotes por partido. En su última temporada anotó 134 triples, batiendo el récord histórico de la Southeastern Conference. Acabó su carrera como líder de todos los tiempos en anotación de los Commodores con 2.011 puntos. fue incluido en el mejor quinteto de la conferencia y elegido Jugador del año, e incluido en el segundo equipo del All-American.

### Profesional
Fue elegido en la quincuagésimo primera posición del Draft de la NBA de 2008 por Dallas Mavericks, pero no entró en el equipo, y acabó fichando por el Eldo Caserta de la liga italiana, donde en su única temporada promedió 10,8 puntos y 2,9 rebotes por partido.
Al año siguiente firmó por el Antalya Kepez Belediyesi de la liga turca, de donde fue cortado en enero tras promediar 9,5 puntos y 2,9 rebotes por partido. En 2010 ficha por el Mons-Hainaut de la liga belga, donde en su primera temporada promedia 10,3 puntos y 2,7 rebotes por partido.